# Ernolsheim-Bruche

Ernolsheim-Bruche este o comună în departamentul Bas-Rhin, Franța. În 1 ianuarie 2022 avea o populație de 1.920 de locuitori.